# Дзивна
Дзивна (пол. Dziwna, нем. Dievenow) — пролив, отделяющий польский остров Волин от материка и соединяющий Щецинский залив с Поморской бухтой Балтийского моря. Дзивна является самым восточным рукавом эстуария Одры, через который в море попадает примерно 14 % одерской воды. Направление течения в Дзивне может меняться в зависимости от ветров с Балтики.
Дзивна имеет длину 32,4 км. В северной части Дзивны имеется обширный Каменьский залив, в котором находится остров Хронщевска.
В проливе Дзивна расположены четыре морских порта: Волин, Серослав, Камень-Поморский и Дзивнув.